# 416-та піхотна дивізія (Третій Рейх)
416-та піхотна дивізія (Третій Рейх) (нім. 416. Infanterie-Division) — піхотна дивізія Вермахту, що входила до складу німецьких сухопутних військ у роки Другої світової війни.

## Історія з'єднання
416-та піхотна дивізія була сформована 20 грудня 1941 року зі штабом у Брауншвейзі для окупації Данії. З січня 1942 року дивізія перебувала при командуванні німецькими військами в Данії, а з січня по вересень 1944 року при командуванні вермахту в Данії зі штаб-квартирою в Ольборзі.
Середній вік особового складу дивізії становив 38 років, і його називали «дивізією збитих вершків» (нім. Schlagsahne-Division), тому що більшість членів з'єднання повинні були дотримуватися спеціальних дієт.
У середині січня 1943 року обидва полки дивізії були передані групі армій «Центр» на Східний фронт. На заміну група армій «Центр» вивела з тилу два штаби охоронних полків і шість охоронних батальйонів, на основі яких потім сформували два фортечні піхотні полки. Обидва полки стали гренадерськими полками 1 серпня 1943 року, причому III./712 було виведено й замінено лише 30 квітня 1944 року 662-м Східним батальйоном. Наприкінці квітня 1944 року до дивізії було додано третій гренадерський полк, який з 22 червня 1944 р. іменувався 714-м (російським) гренадерським полком.
4 жовтня 1944 року командування дивізії отримало наказ на передислокацію на Західний фронт, і з цього часу з'єднання використовувалися в Західній Німеччині (район Саарпфальц). У цей період дивізія мала свій командний пункт у районі Кейхінген біля Метлаха. Чотири російські «східні» батальйони залишилися в Данії. У 1945 році 714-й гренадерський полк став 1604-м (російським) гренадерським полком новоствореної 599-ї російської бригади вермахту. На заміну було створено полк з німецьких резервістів, який утворив I. і III./713 і з кінця грудня 1944 року, щоб уникнути плутанини з досі існуючим 714-м (російським) гренадерським полком, мав номер 774. З жовтня 1944 по березень 1945 року 416-та піхотна дивізія перебувала в районі Саарпфальц з 1-ю армією у складі LXXXII армійського корпусу, потім була передана 7-й армії в межах армійського корпусу, потім воював у Гунсрюк.
Наприкінці березня — на початку квітня 1945 року дивізія з 7000 чоловіками брала участь у битві під Ашаффенбургом. У травні 1945 року залишок дивізії потрапив в американський полон поблизу Траунштайна в Баварії. Дивізійний пастор Вільгельм Весте вів переговори про капітуляцію.

## Райони бойових дій
- Німеччина (грудень 1941 — січень 1942)
- Данія (січень 1942 — жовтень 1944)
- Німеччина (жовтень 1944 — травень 1945)

## Командування

### Командири
- генерал-майор фон Девіц (23 — 31 грудня 1941)
- генерал-лейтенант Ганс Брабендер (нім. Hans Brabänder) (31 грудня 1941 — 1 червня 1943)
- генерал-лейтенант Вернер Гюнер (1 червня — 1 липня 1943)
- генерал-лейтенант Курт Пфлігер (нім. Kurt Pflieger) (1 липня 1943 — 1 травня 1945)

### Підпорядкованість
| Час      | Корпус    | Армія | Група армій (округ)                 | Штаб       |
| -------- | --------- | ----- | ----------------------------------- | ---------- |
| 1942     |           |       |                                     |            |
| січень   |           |       | Окупаційні війська Вермахту в Данії | Ольборг    |
| 1943     |           |       |                                     |            |
| січень   |           |       | Окупаційні війська Вермахту в Данії | Ольборг    |
| 1944     |           |       |                                     |            |
| січень   |           |       | Окупаційні війська Вермахту в Данії | Ольборг    |
| 4 жовтня | LXXXII ак | 1 А   | Група армій «G»                     | Саарпфальц |
| 1945     |           |       |                                     |            |
| січень   | LXXXII ак | 1 А   | Група армій «G»                     | Саарпфальц |

### Склад
| грудень 1941                       | січень 1943                   | жовтень 1944                 |
| ---------------------------------- | ----------------------------- | ---------------------------- |
| 441-й піхотний полк                | 712-й фортечний піхотний полк | 712-й гренадерський полк     |
| 443-й піхотний полк                | 713-й фортечний піхотний полк | 713-й гренадерський полк     |
| —                                  | —                             | 774-й гренадерський полк     |
| 416-й артилерійський дивізіон      | 416-й артилерійський дивізіон | 416-й артилерійський полк    |
| —                                  | —                             | 416-й інженерний батальйон   |
| —                                  | —                             | 416-й запасний батальйон     |
| —                                  | —                             | 416-й протитанковий дивізіон |
| 416-й дивізійний батальйон зв'язку |                               |                              |
| 416-те адміністративне управління  |                               |                              |